# Abito corale

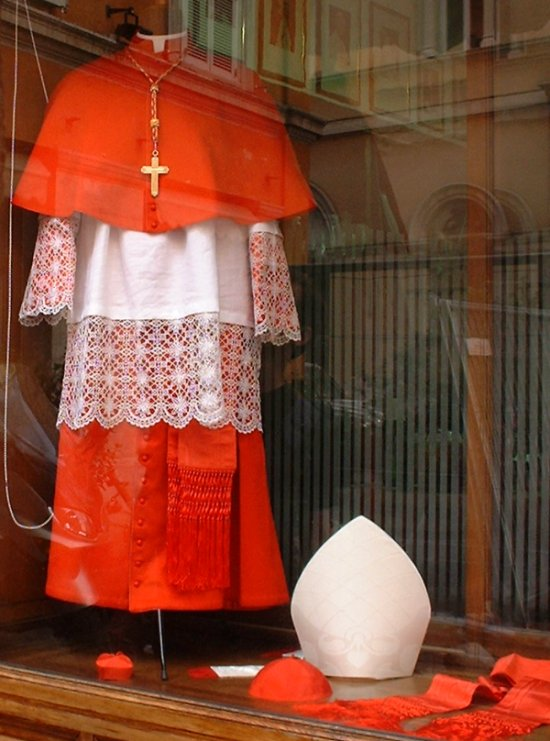
Abito corale cardinalizio (la mitra non ne fa parte)

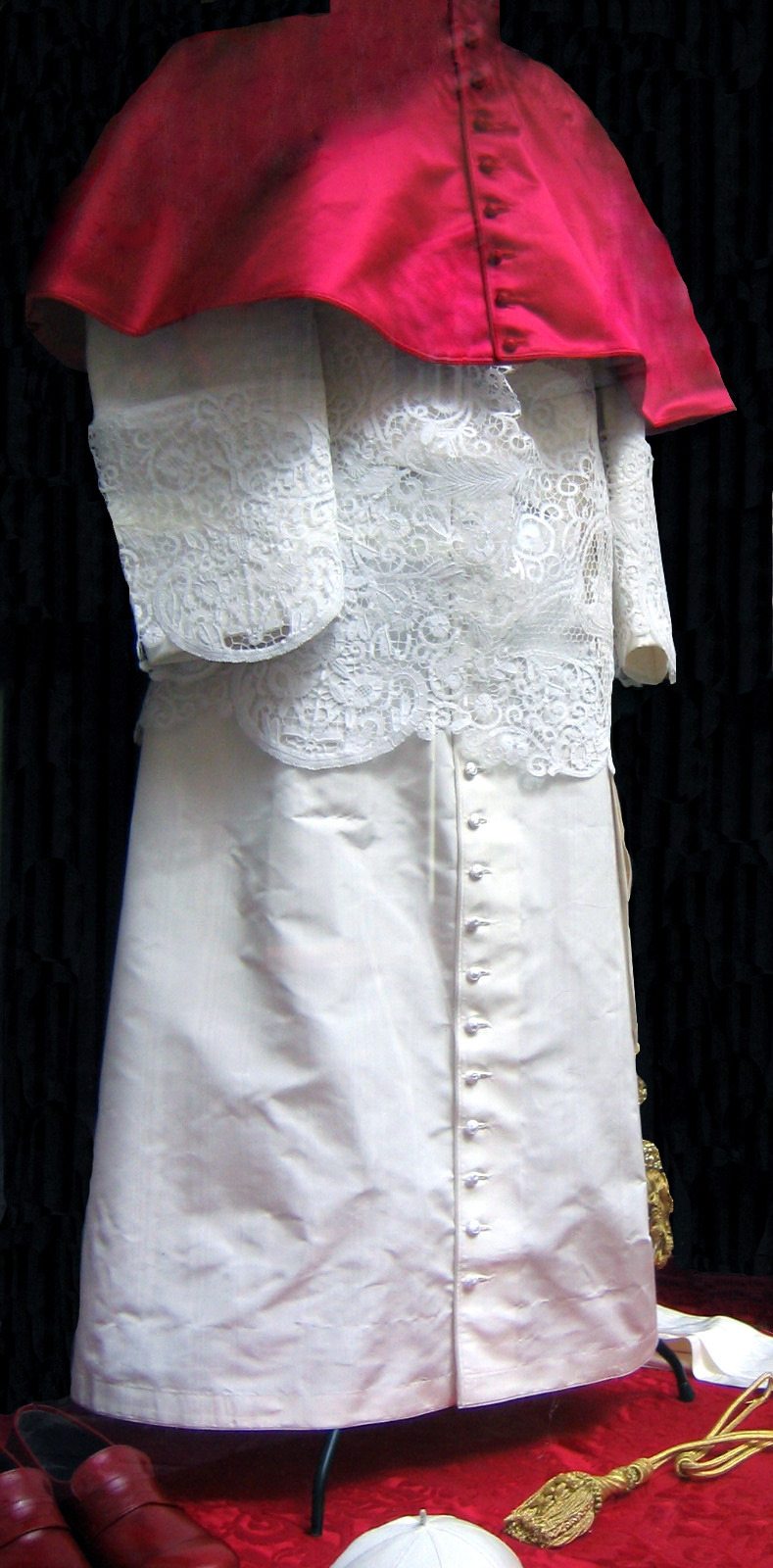
L'abito corale papale con talare bianca in seta marezzata, fascia terminante con i fiocchi, rocchetto e mozzetta in seta rossa

L'abito corale è una veste ecclesiastica utilizzata dal clero cattolico, ortodosso e anglicano nelle celebrazioni o nelle cerimonie in cui il presule sia presente pur non essendo officiante. Si distingue dall'abito piano, di uso quotidiano, e dai paramenti liturgici, usati durante le celebrazioni liturgiche dai ministri o dai ministranti.

## Storia
Prende il nome dal fatto che è l'abito indossato dai consacrati quando assistono alle celebrazioni liturgiche, cioè dal coro, per la celebrazione della liturgia delle ore o di un atto di devozione, per l'amministrazione dei Sacramenti se al di fuori della messa.
L'attuale composizione dell'abito corale è sancita nell'istruzione Ut sive sollicite della Segreteria di Stato della Santa Sede del 31 marzo 1969, nella lettera circolare della Congregazione per il Clero Per instructionem del 30 ottobre 1970 e nell'appendice De vestimentis prælatorum del Caeremoniale Episcoporum del 14 settembre 1984.
Tali documenti hanno abolito alcuni elementi dell'abito corale, come la marezzatura per i cardinali, la mantelletta per cardinali e vescovi, le scarpe con la fibbia e la fascia con i fiocchi terminali; inoltre hanno limitato l'utilizzo della cappa magna alle feste molto solenni. In precedenza, gli appartenenti ad un determinato ordine religioso indossavano l'abito corale con il colore dell'ordine, privilegio abolito dall'Ut sive sollicite.

## L'abito corale del papa
L'abito corale del Papa non è soggetto ad alcuna norma, ma il suo assortimento segue delle consuetudini. Esso viene indossato sia in ambito liturgico che in quello istituzionale. La talare è di colore bianco e può essere di lana o seta marezzata. La fascia, come per l'abito piano, è anch'essa in seta marezzata e presenta, nella parte inferiore, lo stemma del pontefice; può terminare sia con una frangia dorata, sia con due nappe dello stesso colore. Sopra il rocchetto, si indossa la mozzetta, che può essere di quattro tipi differenti:
- in velluto rosso con bordo di ermellino (dal 1º novembre a Pasqua);
- in seta rossa (da Pentecoste al 31 ottobre);
- in damasco bianco con bordo di ermellino (Tempo di Pasqua[6]);
- in damasco bianco senza bordo di ermellino[7] (Tempo di Pasqua)

Il primo pontefice ad indossare la croce pettorale sopra la mozzetta è stato Paolo VI; in precedenza veniva portata sotto di essa. Il copricapo proprio dell'abito corale papale è il camauro. Quest'ultimo, caduto in disuso alla fine del XVIII secolo, è stato reintrodotto ed utilizzato da Leone XIII, poi da papa Giovanni XXIII e poi in due sole occasioni da Benedetto XVI. Il camauro può essere in velluto rosso bordato di ermellino oppure in damasco bianco bordato di ermellino.
In luogo della mozzetta, anticamente il papa indossava anche la cappa magna. Questa era sempre di colore rosso e poteva essere realizzata in due tessuti differenti in base all'occasione in cui veniva utilizzata:
- in velluto[11] per il mattutino di Natale;
- in saia per le Tenebræ e l'ufficio dei defunti.

## Componenti dei vari abiti corali
|                                                    | Papa - talare bianca in lana o seta marezzata - fascia bianca in seta marezzata terminante con frange o nappe dorate e all'occorrenza recante lo stemma del pontefice - rocchetto con fodera delle maniche bianca - mozzetta rossa (bianca nella settimana in albis) in seta, con o senza bordi ermellinati - croce pettorale sorretta da un cordone dorato o da una catenella in metallo pregiato - zucchetto bianco in seta marezzata, oppure camauro rosso (bianco nella settimana in albis) in velluto con bordo ermellinato. |
|                                                    | Cardinali - talare scarlatta in lana - fascia scarlatta in seta marezzata con frange - rocchetto con fodera delle maniche scarlatta - mozzetta o cappa magna scarlatta in lana - croce pettorale sorretta da cordone scarlatto intrecciato d'oro o da una catenella in metallo pregiato - zucchetto scarlatto in seta marezzata - berretta scarlatta in seta marezzata senza fiocco |
|                                                    | Arcivescovi e vescovi - talare paonazza in lana - fascia paonazza in seta con frange, in seta marezzata per i nunzi apostolici - rocchetto con fodera delle maniche paonazza - mozzetta o cappa magna paonazza in lana - croce pettorale sorretta da cordone verde intrecciato d'oro o da una catenella in metallo pregiato - zucchetto paonazzo in seta - berretta paonazza in seta con fiocco paonazzo |
|                                                    | Prelati superiori della Curia Romana e Protonotari apostolici numerari - talare paonazza in lana - fascia paonazza in seta con frange - rocchetto con fodera delle maniche paonazza - mantelletta - zucchetto nero in seta con cuciture amaranto - berretta nera in seta con fiocco amaranto |
|                                                    | Protonotari apostolici soprannumerari e Prelati d'onore di Sua Santità o Monsignori elevati dal vescovo - talare paonazza in lana - fascia paonazza in seta con frange - cotta - zucchetto nero in seta con cuciture amaranto - berretta nera in seta con fiocco nero |
|                                                    | Cappellani di Sua Santità - talare nera in lana con cuciture, asole e bottoni paonazzi - fascia paonazza in seta con frange - cotta - zucchetto nero in seta con cuciture paonazze - berretta nera in seta con fiocco nero |
|                                                    | Canonici non vescovi oltre l'abito corale proprio - mozzetta nera o di color cenere con orlo paonazzo I capitoli dei canonici spesso conservano le tradizioni proprie. La descrizione della mozzetta viene dal Caeremoniale Episcoporum, però non di raro certi capitoli usano le mozzette paonazze o mantellette, medaglia capitolare, ecc. |
|                                                    | Beneficiati (aiutanti del capitolo dei canonici) oltre l'abito corale proprio - mozzetta nera o di color cenere |
| monsignore senza cappa magna e con talare paonazza | Sacerdoti e diaconi - talare nera in lana - fascia nera in seta con frange - cotta - zucchetto nero in seta - berretta nera in seta con fiocco nero (senza fiocco nel rito ambrosiano) |

|                                                                            |
| Sacerdote, superiore e generale dell'Istituto di Cristo Re Sommo Sacerdote |

## Abito corale in altre tradizioni

### Chiesa anglicana
|         |          |         |         |                       |
| Vescovo | Canonico | Pastore | Lettore | Laico in abito corale |

### Chiesa ortodossa
| |                                              |                                                                    |                                                 |                                               |                                            |
| Sacerdote con l'abito corale per la liturgia. In questo caso si tratta di un Exomologos (confessore) che ha il privilegio, secondo la tradizione greca, di indossare l'Epigonation. | Sacerdote con l'abito corale per la liturgia | Sacerdote con l'abito corale per i vespri e le celebrazioni minori | Protodiacono con l'abito corale per la liturgia | Suddiacono con l'abito corale per la liturgia | Cantore con l'abito corale per la liturgia |

#### Rito slavo e greco
|                 |                   |               |               |
| Patriarca slavo | Metropolita slavo | Vescovo slavo | Vescovo greco |

|           |             |              |        |                            |
| Sacerdote | Hieromonaco | Schemamonaco | Monaco | Lettore/Suddiacono/Diacono |